# Scapulaseius officinaria
Scapulaseius officinaria är en spindeldjursart som först beskrevs av Gupta 1975.  Scapulaseius officinaria ingår i släktet Scapulaseius och familjen Phytoseiidae. Inga underarter finns listade i Catalogue of Life.